# Premio César per il miglior film d'animazione
Il premio César per il miglior film d'animazione (César du meilleur film d'animation) è un premio cinematografico francese assegnato annualmente dall'Académie des arts et techniques du cinéma a partire dal 2011.
Tra il 2011 e il 2013 nella categoria erano ricompresi anche i cortometraggi d'animazione, ma a partire dal 2014 venne riattivato il Premio César per il miglior cortometraggio d'animazione.

## Albo d'oro
I vincitori sono indicati in grassetto, a seguire gli altri candidati.

### Anni 2011-2019
- 2011: L'illusionista (L'Illusionniste), regia di Sylvain Chomet
  - Arthur e la guerra dei due mondi (Arthur 3 - La Guerre des deux mondes), regia di Luc Besson
  - L'Homme à la Gordini, regia di Jean-Christophe Lie
  - Logorama, regia di François Alaux, Hervé de Crecy e Ludovic Houplain
  - Un gatto a Parigi (Une vie de chat), regia di Jean-Loup Felicioli e Alain Gagnol

- 2012: Le Chat du rabbin, regia di Joann Sfar e Antoine Delesvaux
  - La Queue de la souris, regia di Benjamin Renner
  - La tela animata (Le Tableau), regia di Jean-François Laguionie
  - Le Cirque, regia di Nicolas Brault
  - Un mostro a Parigi (Un monstre à Paris), regia di Bibo Bergeron

- 2013: Ernest & Celestine (Ernest et Célestine), regia di Stéphane Aubier, Vincent Patar e Benjamin Renner
  - Edmond était un âne, regia di Franck Dion
  - Kirikou et les hommes et les femmes, regia di Michel Ocelot
  - Le avventure di Zarafa - Giraffa giramondo (Zarafa), regia di Rémi Bezançon e Jean-Christophe Lie
  - Oh Willy, regia di Emma de Swaef e Marc James Roels

- 2014: Loulou, l'incroyable secret, regia di Éric Omond
  - Aya de Yopougon, regia di Marguerite Abouet e Clément Oubrerie
  - Ma maman est en Amérique, elle a rencontré Buffalo Bill, regia di Marc Boréal e Thibaut Chatel

- 2015: Minuscule - La valle delle formiche perdute (Minuscule - La vallée des fourmis perdues), regia di Thomas Szabo e Hélène Giraud
  - Jack et la Mécanique du cœur, regia di Mathias Malzieu e Stéphane Berla
  - La canzone del mare (Amhrán na Mara), regia di Tomm Moore

- 2016: Il piccolo principe (Le Petit Prince), regia di Mark Osborne
  - Adama, regia di Simon Rouby
  - Avril et le Monde truqué, regia di Franck Ekinci e Christian Desmares

- 2017: La mia vita da Zucchina (Ma vie de Courgette), regia di Claude Barras
  - La Jeune Fille sans mains, regia di Sébastien Laudenbach
  - La tartaruga rossa (La Tortue rouge), regia di Michaël Dudok de Wit

- 2018: Le Grand Méchant Renard et autres contes..., regia di Benjamin Renner e Patrick Imbert
  - Sahara, regia di Pierre Coré
  - Zombillenium, regia di Arthur de Pins e Alexis Ducord

- 2019: Dililì a Parigi (Dilili à Paris), regia di Michel Ocelot
  - Asterix e il segreto della pozione magica (Astérix: Le Secret de la Potion Magique), regia di Alexandre Astier e Louis Clichy
  - Pachamama, regia di Juan Antin

### Anni 2020-2029
- 2020: Dov'è il mio corpo? (J'ai perdu mon corps), regia di Jérémy Clapin
  - La famosa invasione degli orsi in Sicilia, regia di Lorenzo Mattotti
  - Les Hirondelles de Kaboul, regia di Zabou Breitman
- 2021: Josep, regia di Aurel
  - Calamity, une enfance de Martha Jane Cannary, regia di Rémi Chayé
  - Petit Vampire, regia di Joann Sfar
- 2022: La vetta degli dei (Le Sommet des dieux), regia di Patrick Imbert
  - Lizzy e Red - Amici per sempre (I mysi patrí do nebe), regia di Denisa Grimmová e Jan Bubeníček
  - La Traversée, regia di Florence Miailhe
- 2023: Moje slunce Mad, regia di Michaela Pavlátová
  - Ernest e Celestine - L'avventura delle 7 note (Ernest et Célestine: Le voyage en Charabie), regia di Jean-Christophe Roger e Julien Chheng
  - Il piccolo Nicola - Cosa stiamo aspettando per essere felici? (Le Petit Nicolas: Qu'est-ce qu'on attend pour être heureux?), regia di Amandine Fredon e Benjamin Massoubre
- 2024: Linda e il pollo (Linda veut du poulet!), regia di Chiara Malta e Sébastien Laudenbach
  - Manodopera (Interdit aux chiens et aux Italiens), regia di Alain Ughetto
  - Mars Express, regia di Jérémie Périn
- 2025: Flow - Un mondo da salvare (Straume), regia di Gints Zilbalodis
  - Il dono più prezioso (La Plus Précieuse des marchandises), regia di Michel Hazanavicius
  - Sauvages, regia di Claude Barras